# 貨物鉄道博物館
貨物鉄道博物館（かもつてつどうはくぶつかん）は、三重県いなべ市の三岐鉄道三岐線丹生川駅に隣接する鉄道保存展示施設である。日本で唯一、貨物鉄道を対象としている博物館で、明治から昭和期の貨車・機関車19車両などを展示している。

## 概要
日本で貨物鉄道が営業を開始した1873年（明治6年）9月15日から2003年（平成15年）で130周年を迎えるのに合わせ、同年9月15日に開館した。
貨車をはじめとして、機関車、コンテナが屋外展示されるほか、貨物関係の資料、貨車の部品等を収蔵している。貨車などの実物展示車両は日本全国の鉄道事業者や企業・個人所蔵のものの寄贈や貸与を受けており、現存最古級の車両や部品も存在している。このほか、荷役関連用品や積荷のレプリカなども収蔵されている。
博物館本館は丹生川駅の旧貨物ホームが活用されている。館舎出入口壁面のイラストは絵本『かもつれっしゃのワムくん』の絵を手掛けた横溝英一による作品である。本館内には貨物鉄道関連の資料や貨車の部品（私有貨車の社紋など）が展示されているほか、貨物鉄道を題材としたHOゲージ鉄道模型の大型ジオラマや鉄道玩具で遊べるキッズコーナーも設けられている。
運営は鉄道事業者や行政ではなくボランティアによって行われており、費用は寄付によって賄われている。基本的に三岐鉄道は博物館建設のための基盤を整備や提供したにすぎず、中心的作業の車両搬入や展示、運営などの実務はボランティアに委ねている。
開館日時は毎月第1日曜日（1月のみ第2日曜日、ほか臨時開館日あり）で、入館料は無料である。屋外の展示車両は開館日でなくとも見学可能である。

## 保存車両
各車両は静態保存によって博物館展示線と丹生川駅側線のほか、東藤原駅前でも展示されている。

### 機関車
- 東武鉄道39号蒸気機関車（旧国鉄5650形蒸気機関車）
  - 1898年イギリス製。東武鉄道で現役引退後、昭和鉄道高等学校で保存されていた。2002年、校舎の増築のため一時は解体危機に瀕していたが、三岐鉄道に在籍していたイギリス製2Bテンダー機関車に酷似していたことから、三岐鉄道が譲り受けた。
- 巴川製紙所DB101号ディーゼル機関車

### 貨車
- 国鉄ワ1形有蓋車（ワ5490）
- 国鉄ワフ21000形有蓋緩急車（ワフ21120） - 1934年製 2トン積
- 国鉄テラ1形鉄製有蓋車（テラ146） - 1964年から製造された 17トン積
- 国鉄タ2000形タンク車（タ2001） - 1939年製 アルコール専用
- 国鉄タム500形タンク車（タム2920） - 1958年製 ガソリン専用
- 国鉄タム5000形タンク車（タム6263） - 1968年製 塩酸専用
- 国鉄タム8000形タンク車（アタム8000） - 1962年製 過酸化水素専用 2003年3月廃車
- 国鉄シキ160形大物車（ロシキ160） - 1955年製
- 関西鉄道458号有蓋車（458） - 1900年製 2017年、関東鉄道竜ケ崎線竜ヶ崎車庫から搬入。車体のみだが、今は下回りの復元を目指しているとしている。
- 蒲原鉄道ワ11形有蓋車（ワ11） - 1930年製 木製 10トン積
- 福井鉄道ホサ1形ホッパ車（ホサ1） - 1930年製 23トン積
- 名古屋鉄道ト1形無蓋車（ト15） - 1912年製 木製 10トン積
- 名古屋鉄道ト200形無蓋車（ト246） - 1913年製 木製 10トン積
- 日本陸軍九一式軽貨車 - 1931年製
- 日本陸軍九七式軽貨車 - 1937年製

上記に加え、国鉄のセメント用ホッパ車ホキ5700形ホキ25767が東藤原駅前で保存されている。
ワ1形ワ5490は2008年に修復が完了し、車内に俵、叺（かます）、リンゴ箱など1960年頃の積荷が再現され、開館日には車内の見学も可能となっている。
名鉄ト200形ト246、西濃鉄道ワフ21000形ワフ21120、国鉄シキ160形シキ160、国鉄ホキ5700形ホキ25767の4両は2010年度の国立科学博物館「重要科学技術史資料」（未来技術遺産）に指定された。続いて保存車両と資料群全般が2011年度の産業遺産学会「推薦産業遺産」に指定されている。
2015年には新たな展示線が整備され、新展示線には巴川製紙所DB101を先頭に2軸タンク車が連なるよう配置された。
2020年には旧ライジングサン石油の石油タンク車のタンク体（国鉄タ600形貨車）が収蔵されたが、これは1898年にイギリスで製造された日本最古級のものとされている。2017年に収蔵された関西鉄道の鉄製有蓋車の車体とともに、車両としての足回り復元が計画されている。

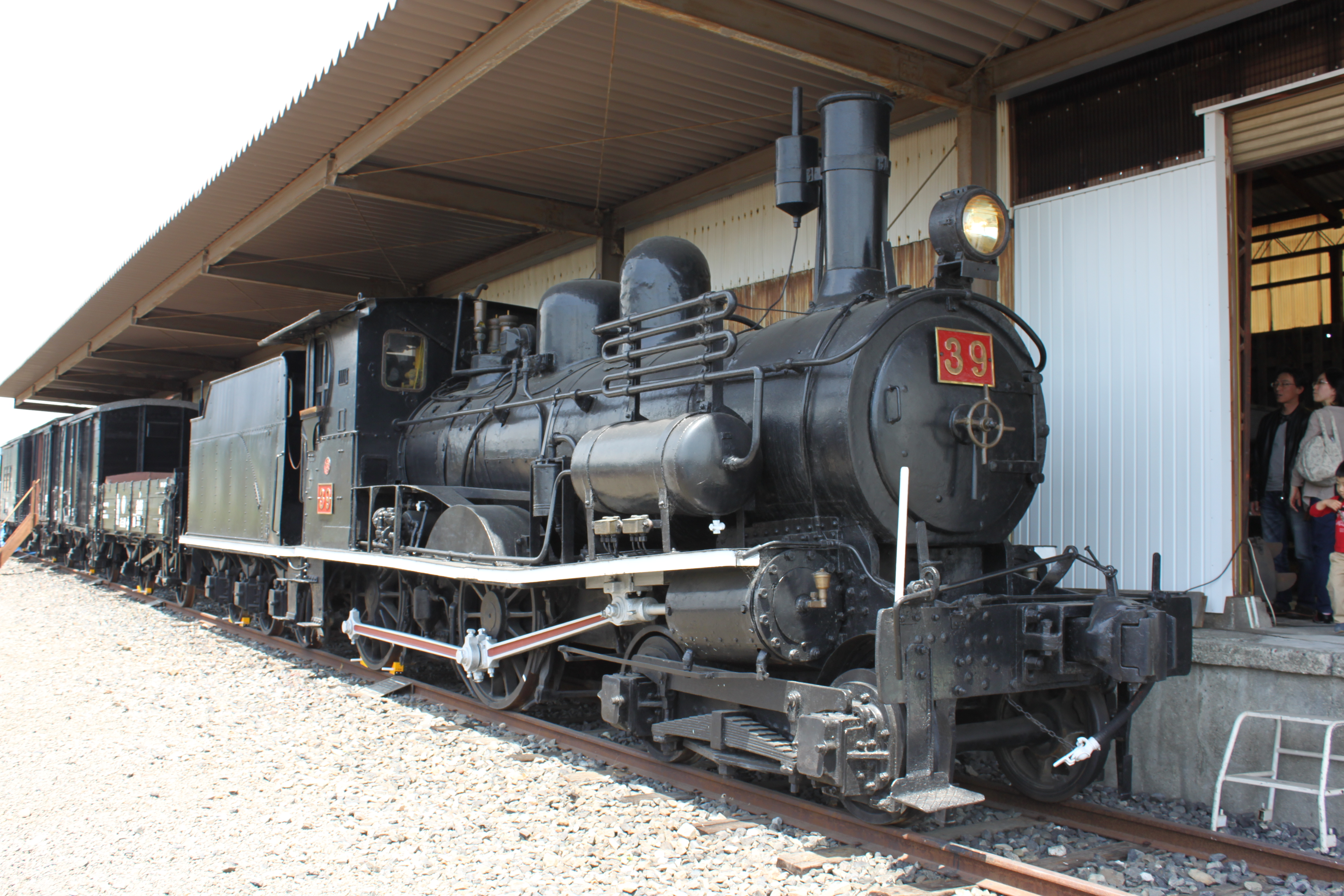
東武鉄道39号蒸気機関車
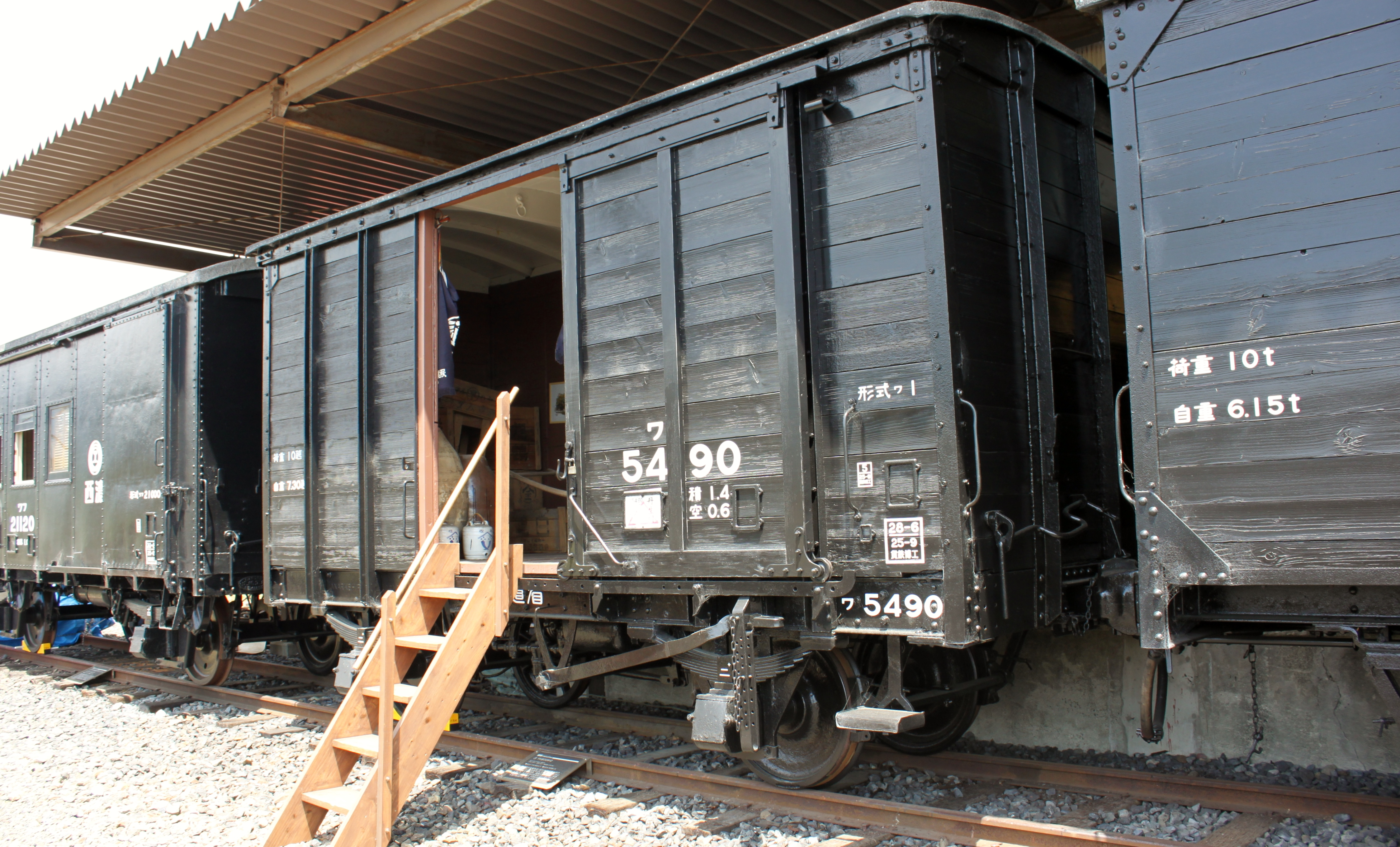
ワ1形ワ5490
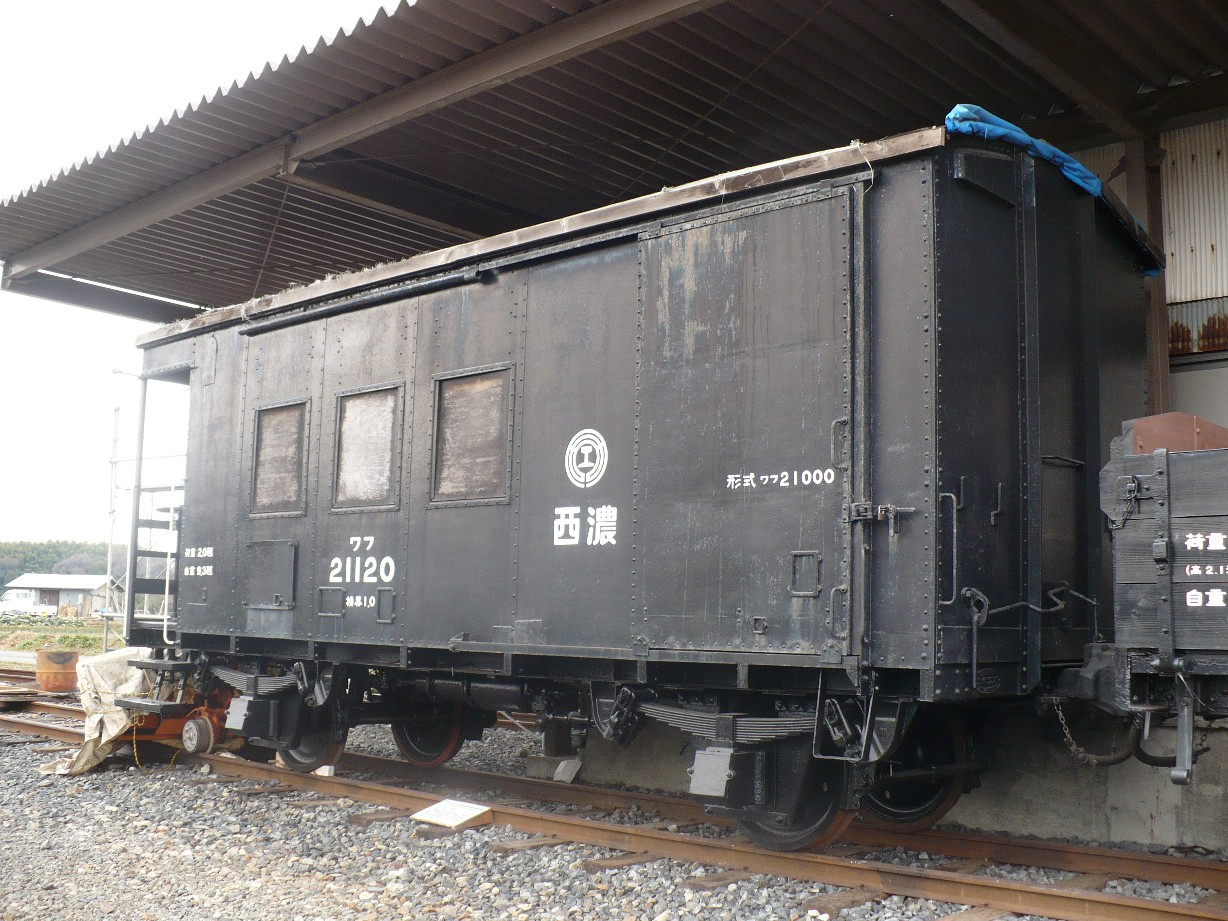
西濃鉄道ワフ21000形ワフ21120
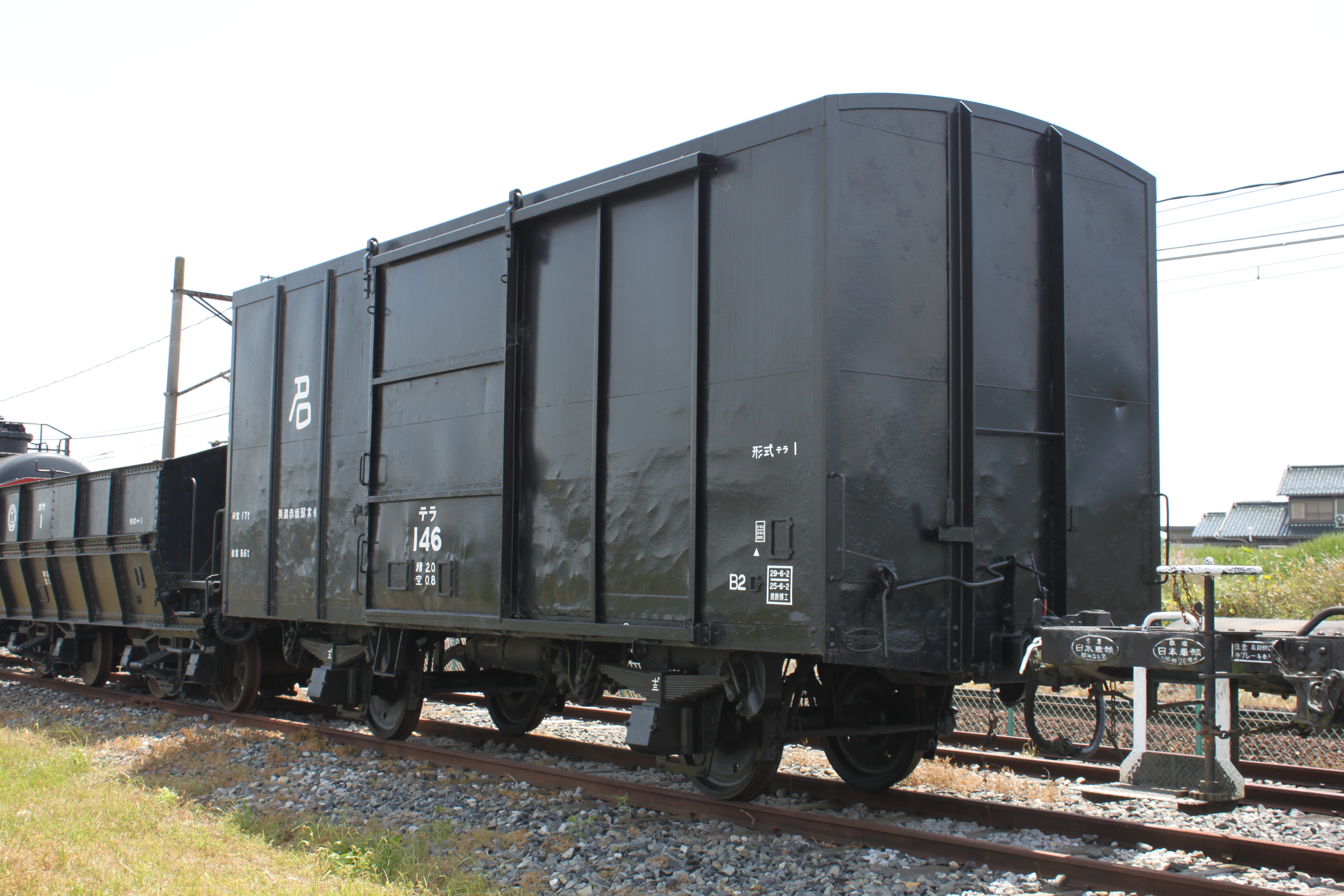
テラ1形テラ146
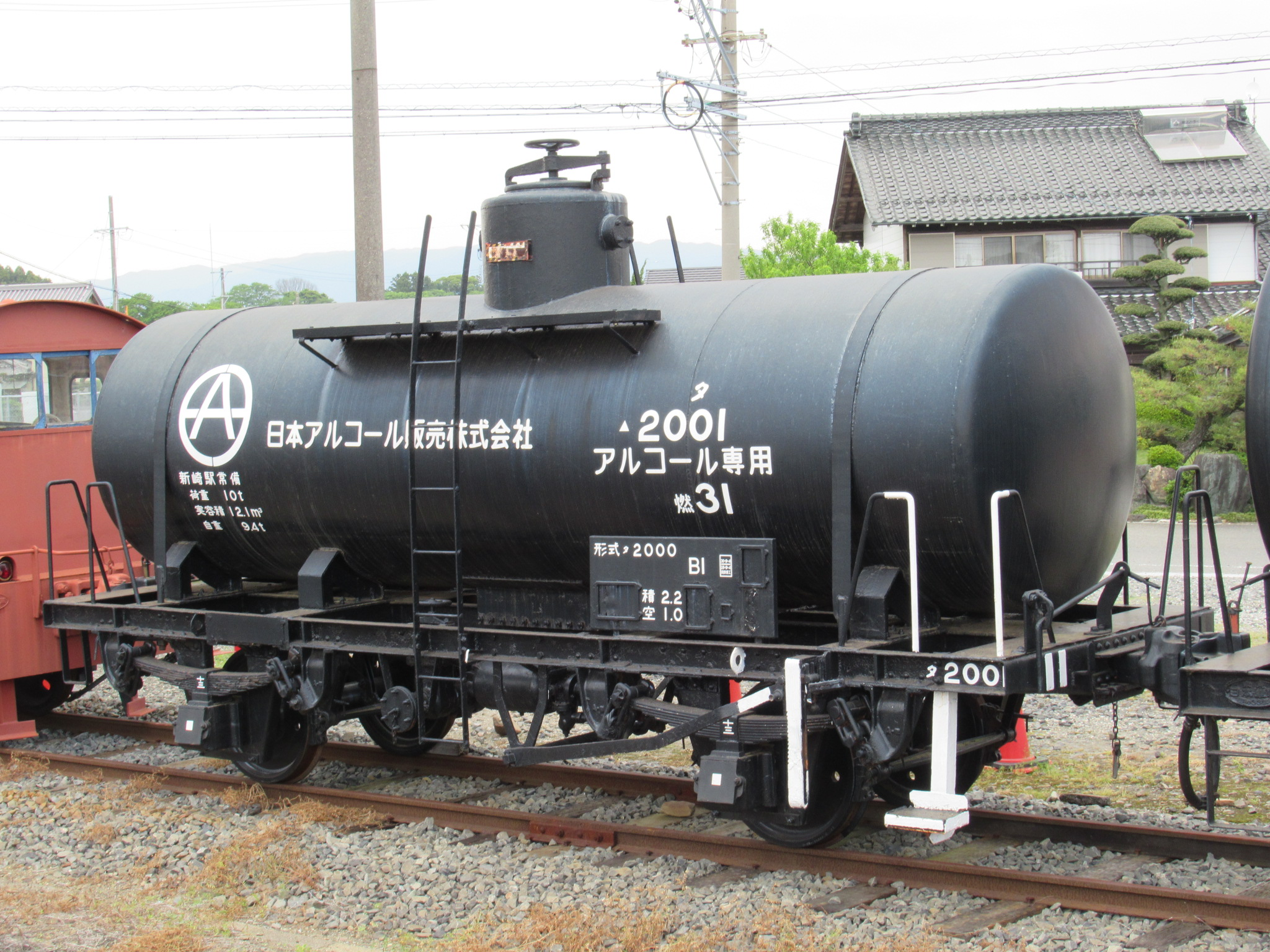
タ2000形タ2001
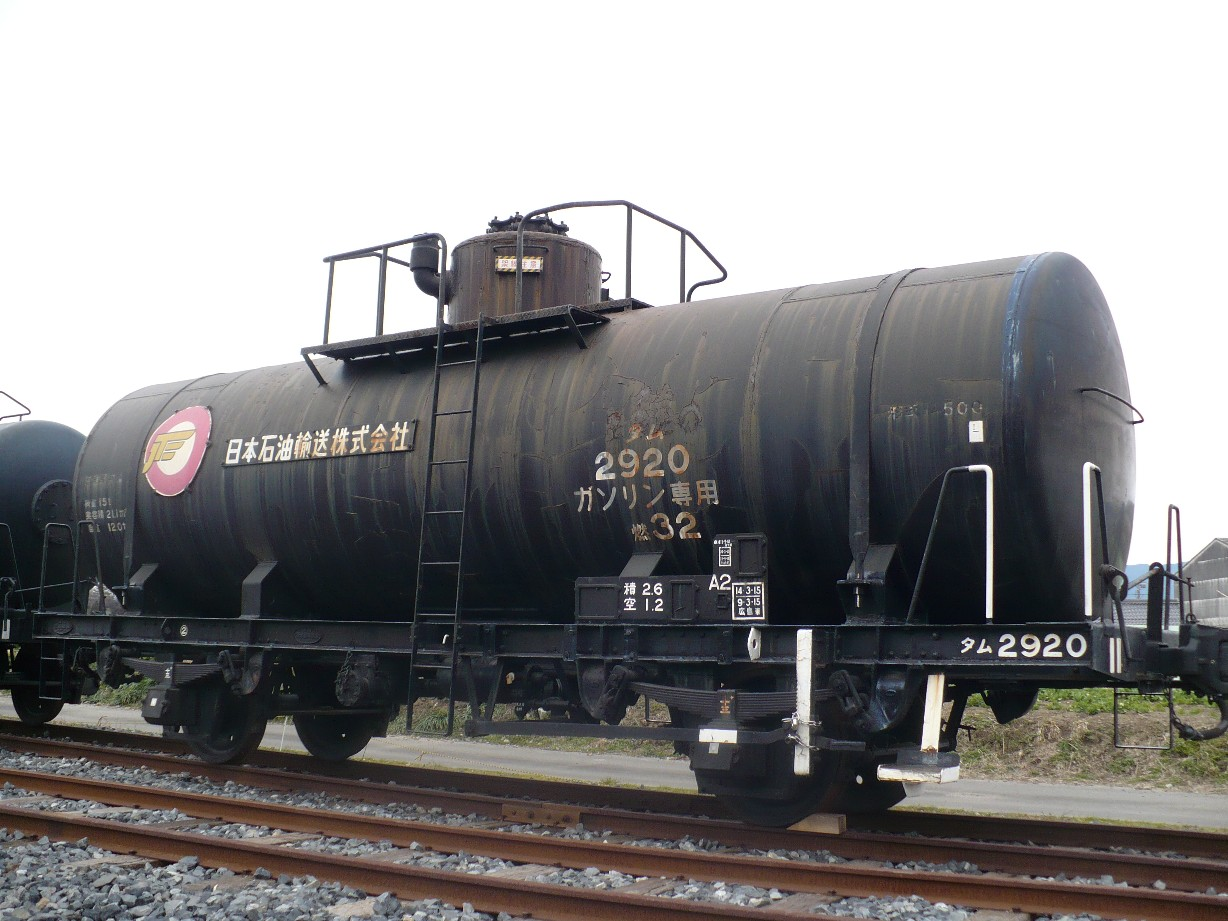
タム500形タム2920
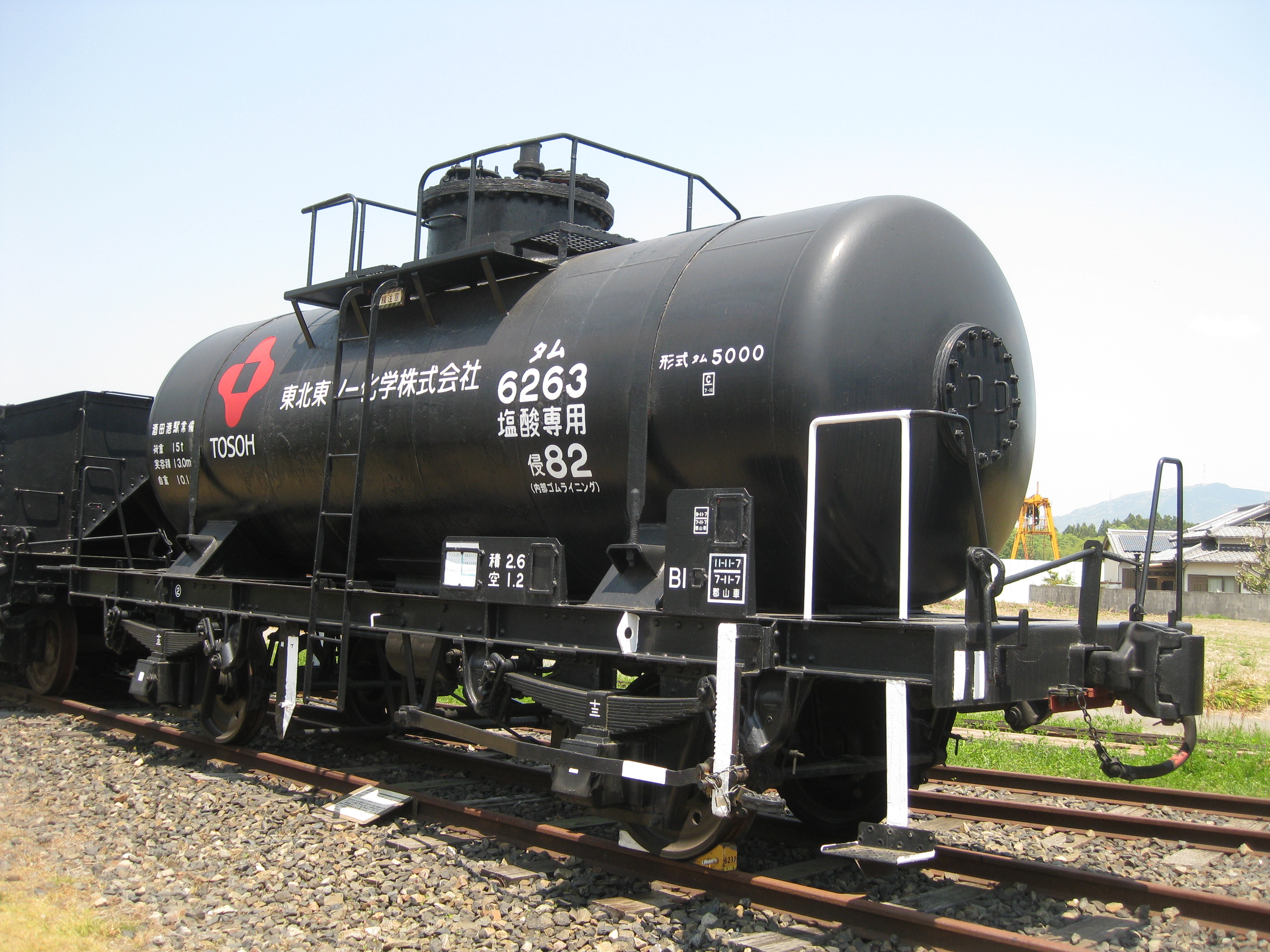
タム5000形タム6263
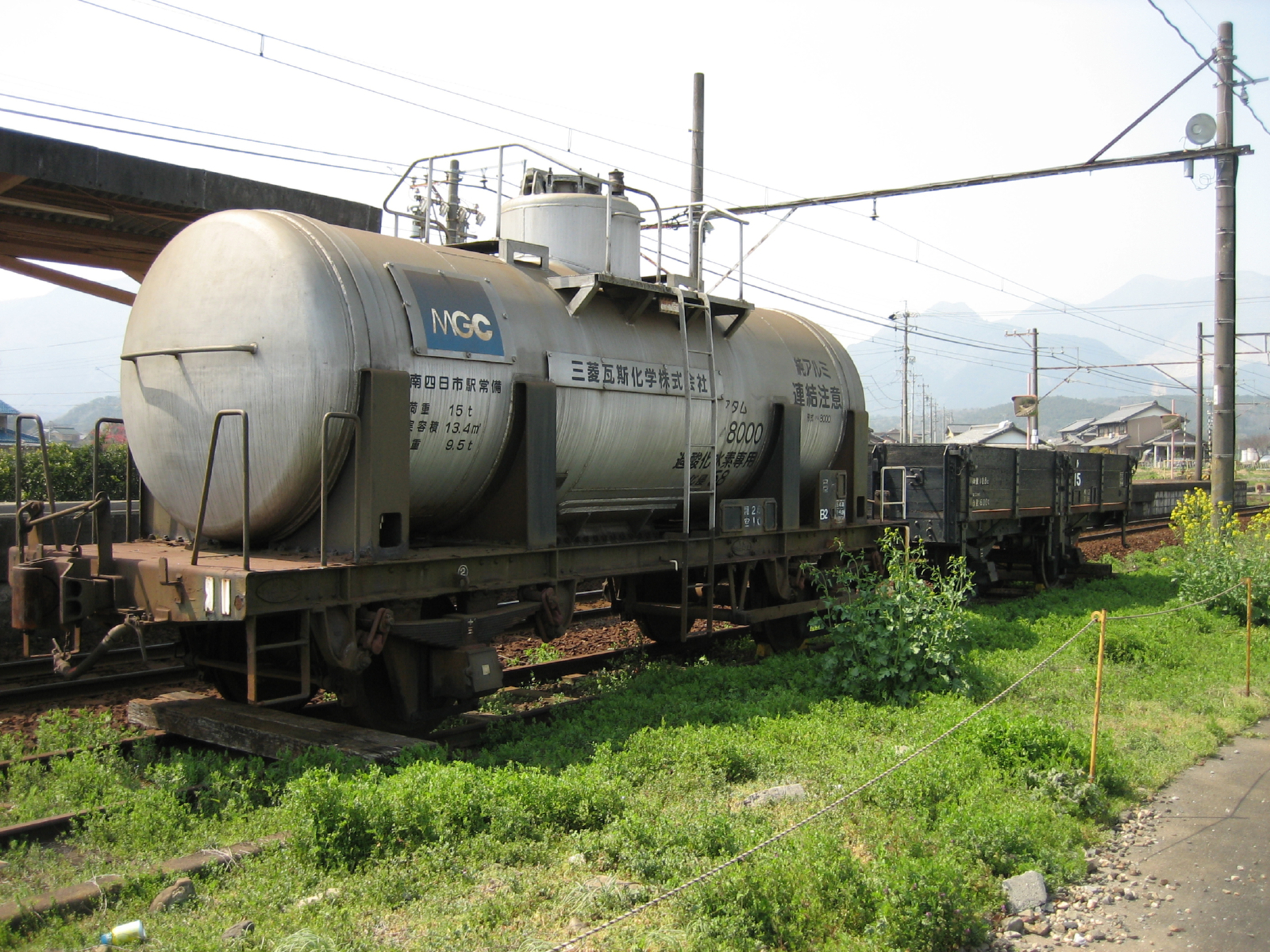
タム8000形アタム8000
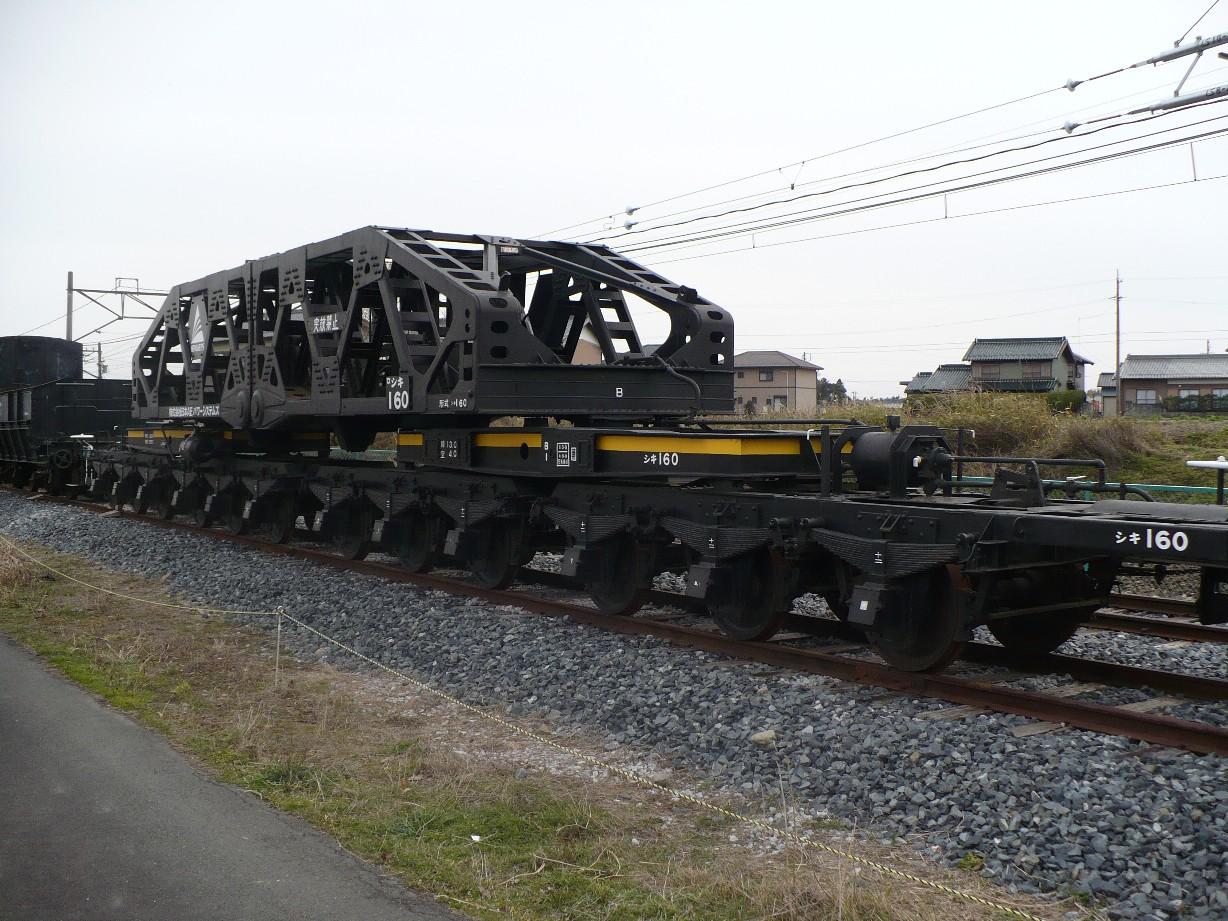
シキ160形ロシキ160
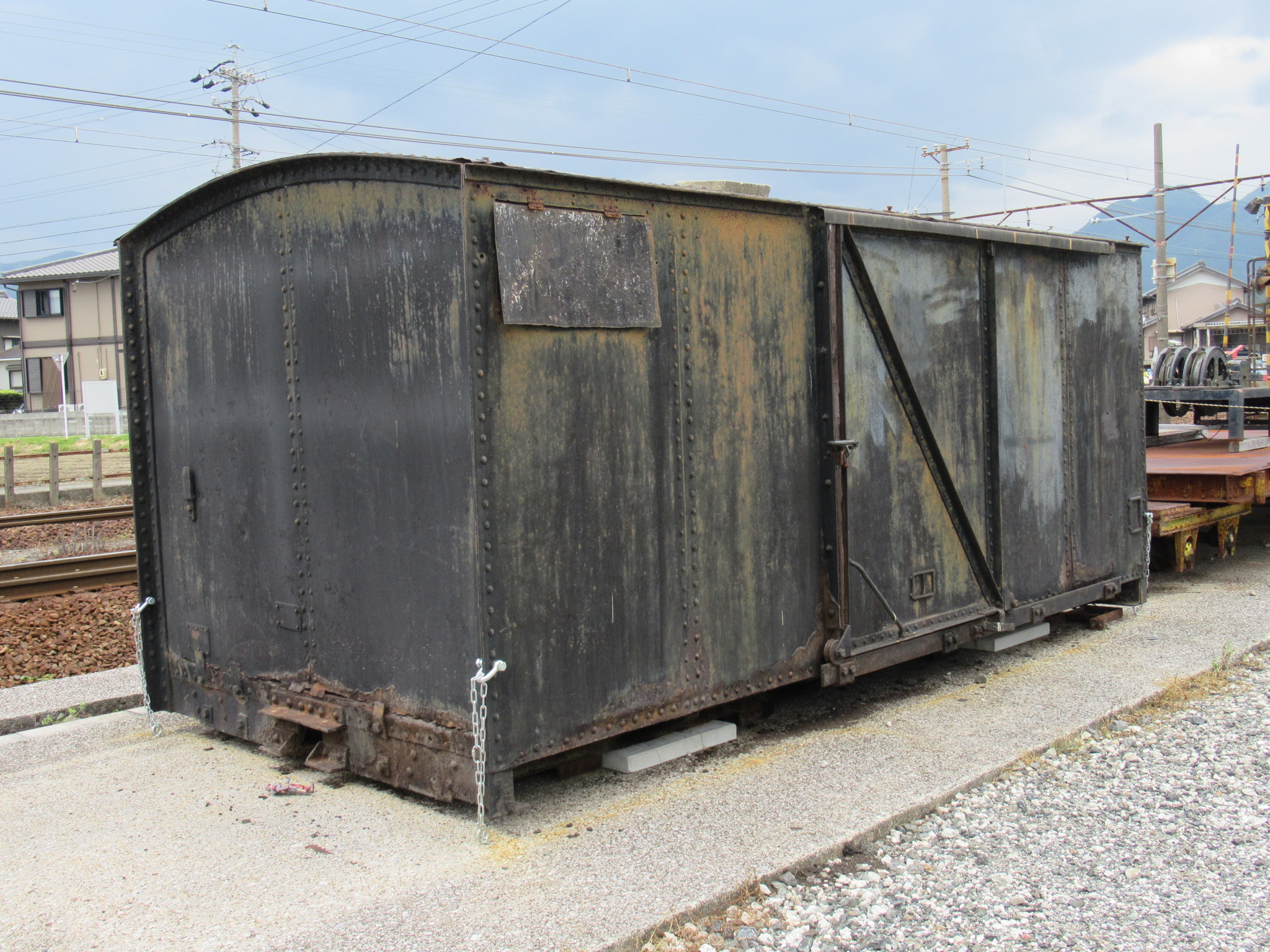
関西鉄道458号の車体
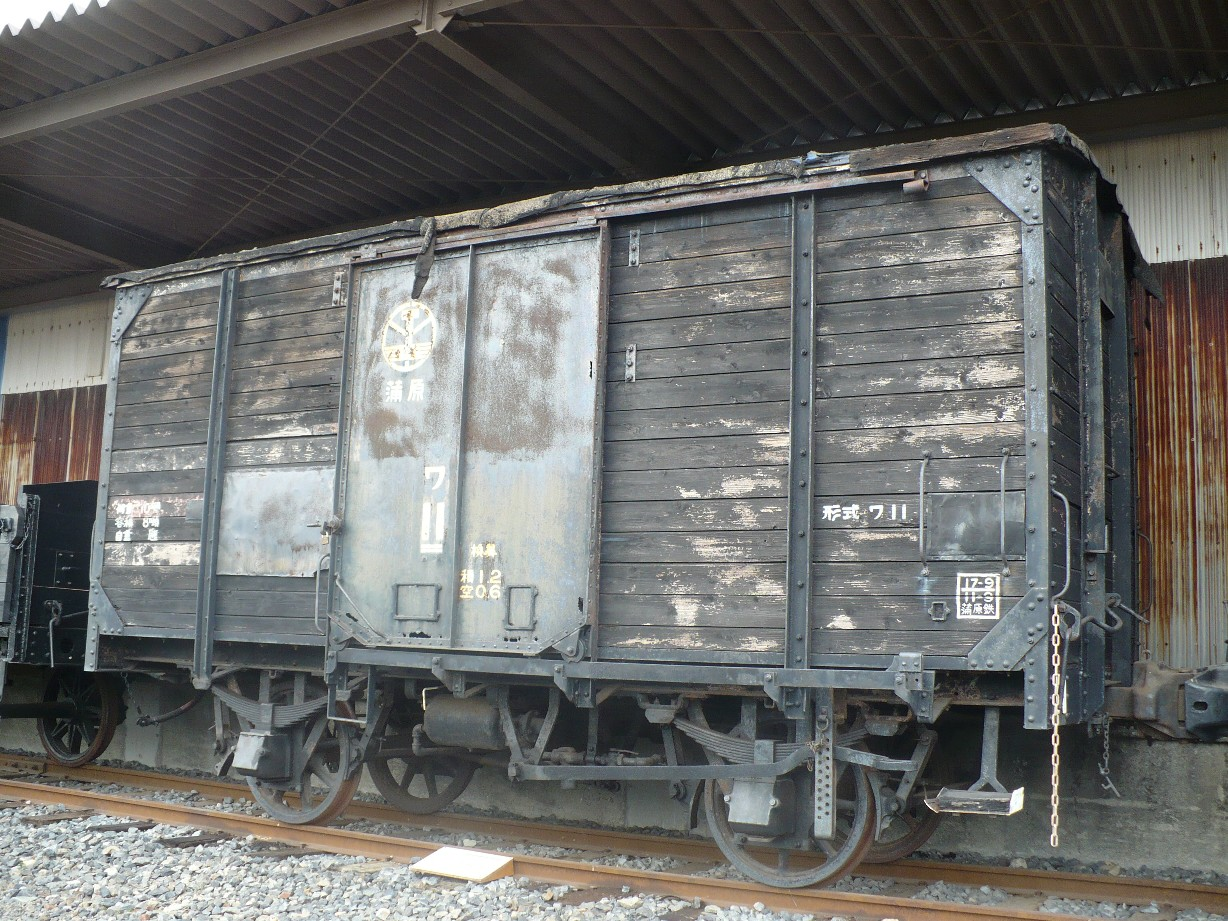
蒲原鉄道ワ11形ワ11
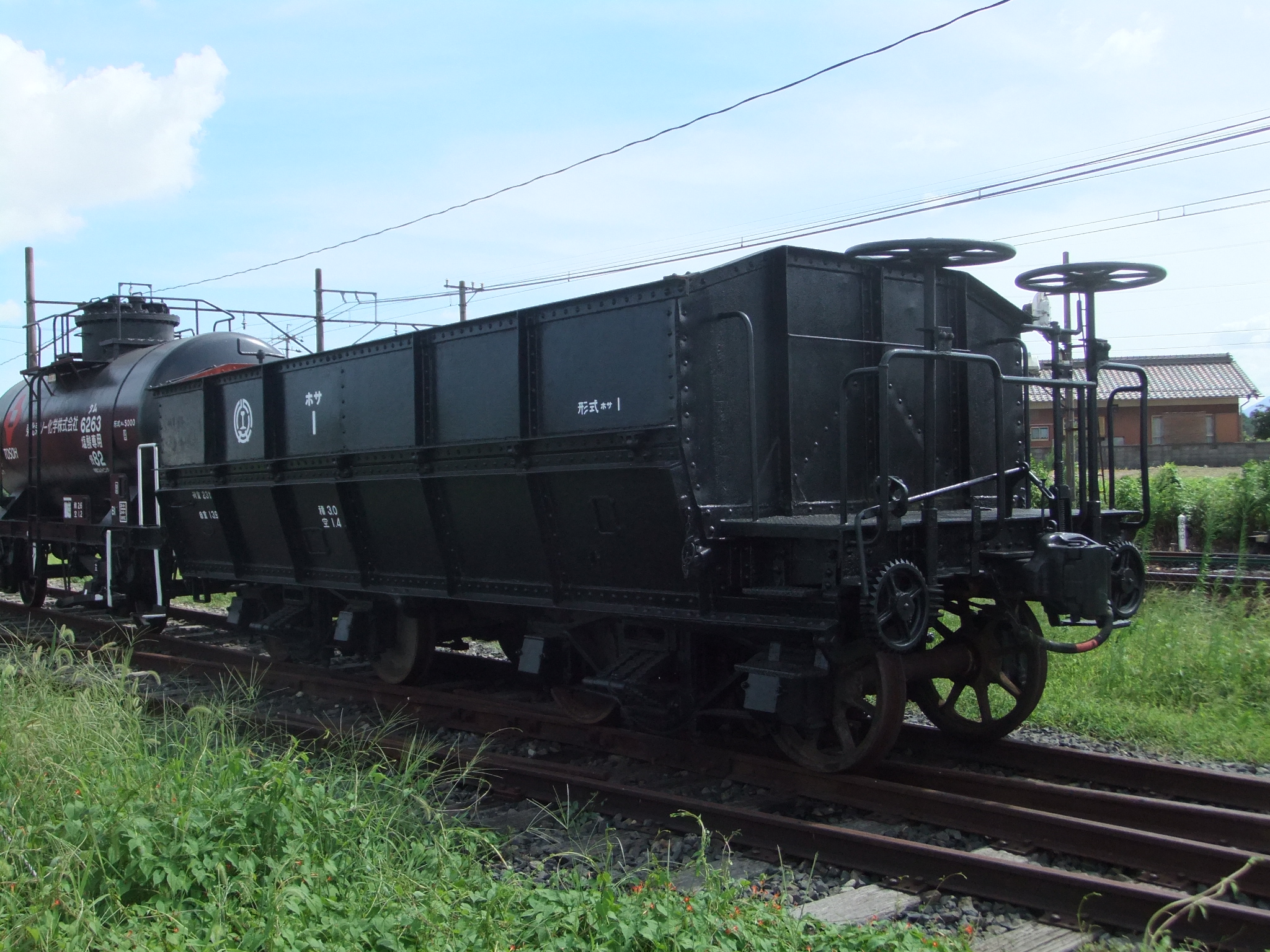
福井鉄道ホサ1形ホサ1
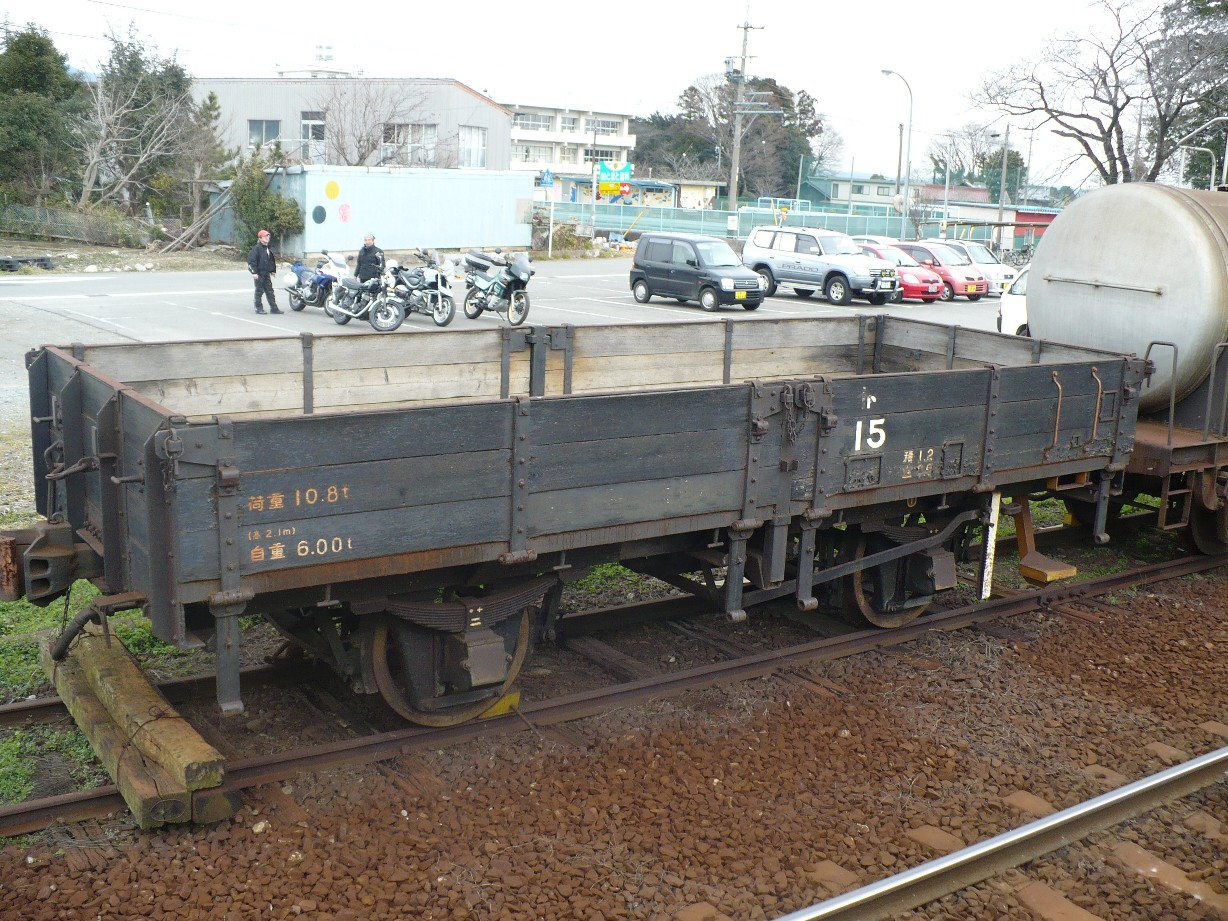
名鉄ト1形ト15
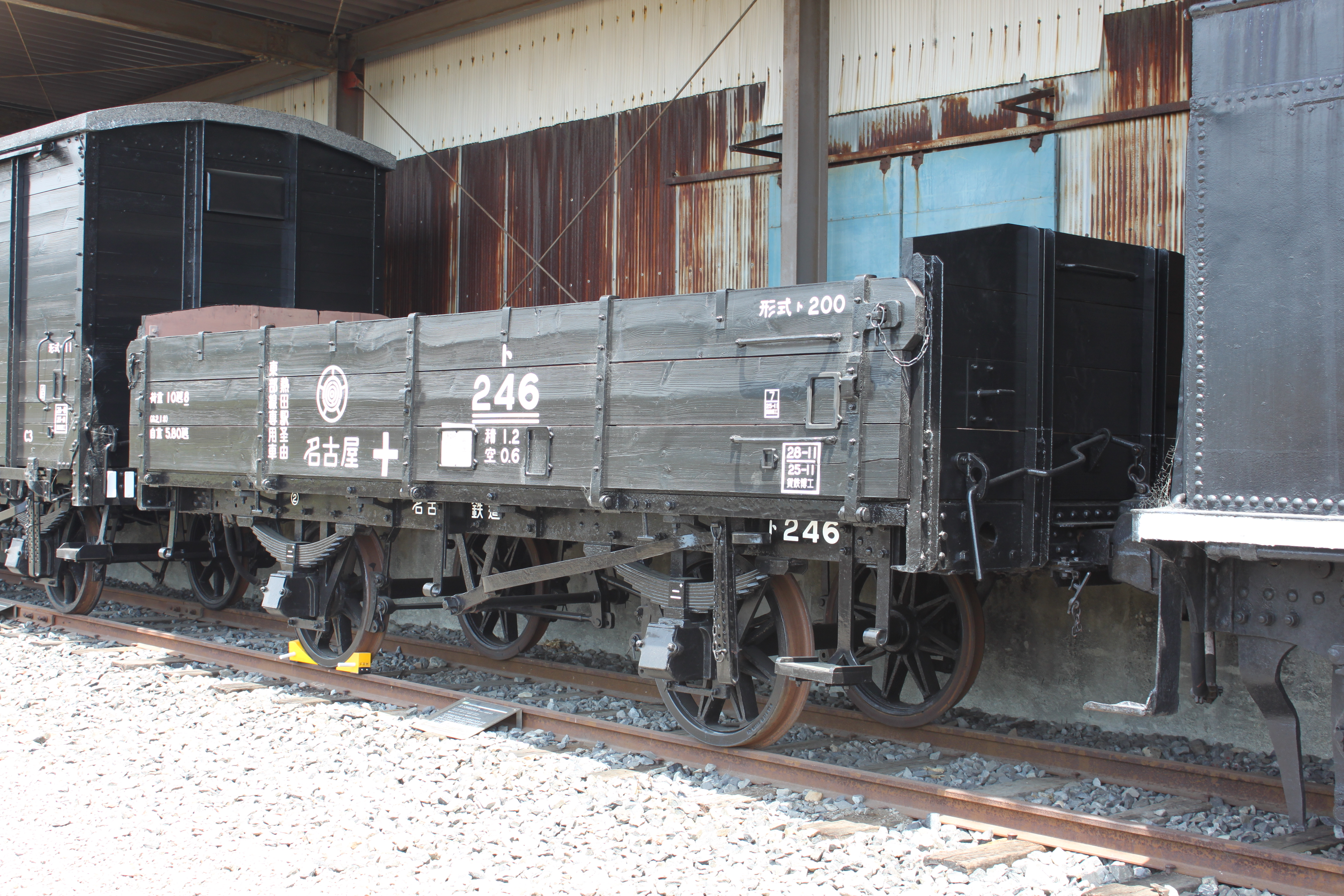
名鉄ト200形ト246
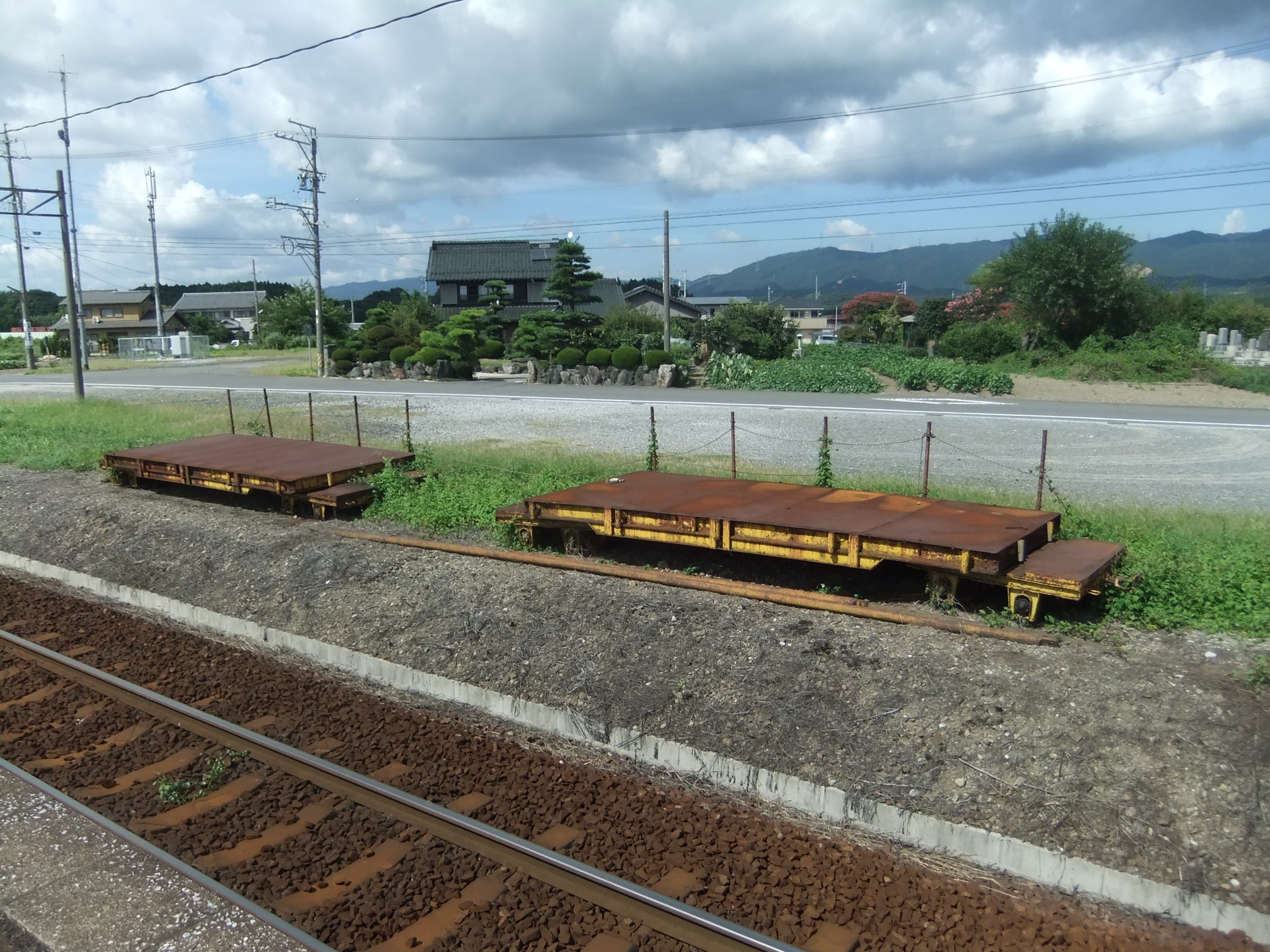
九一式（右）、九七式軽貨車
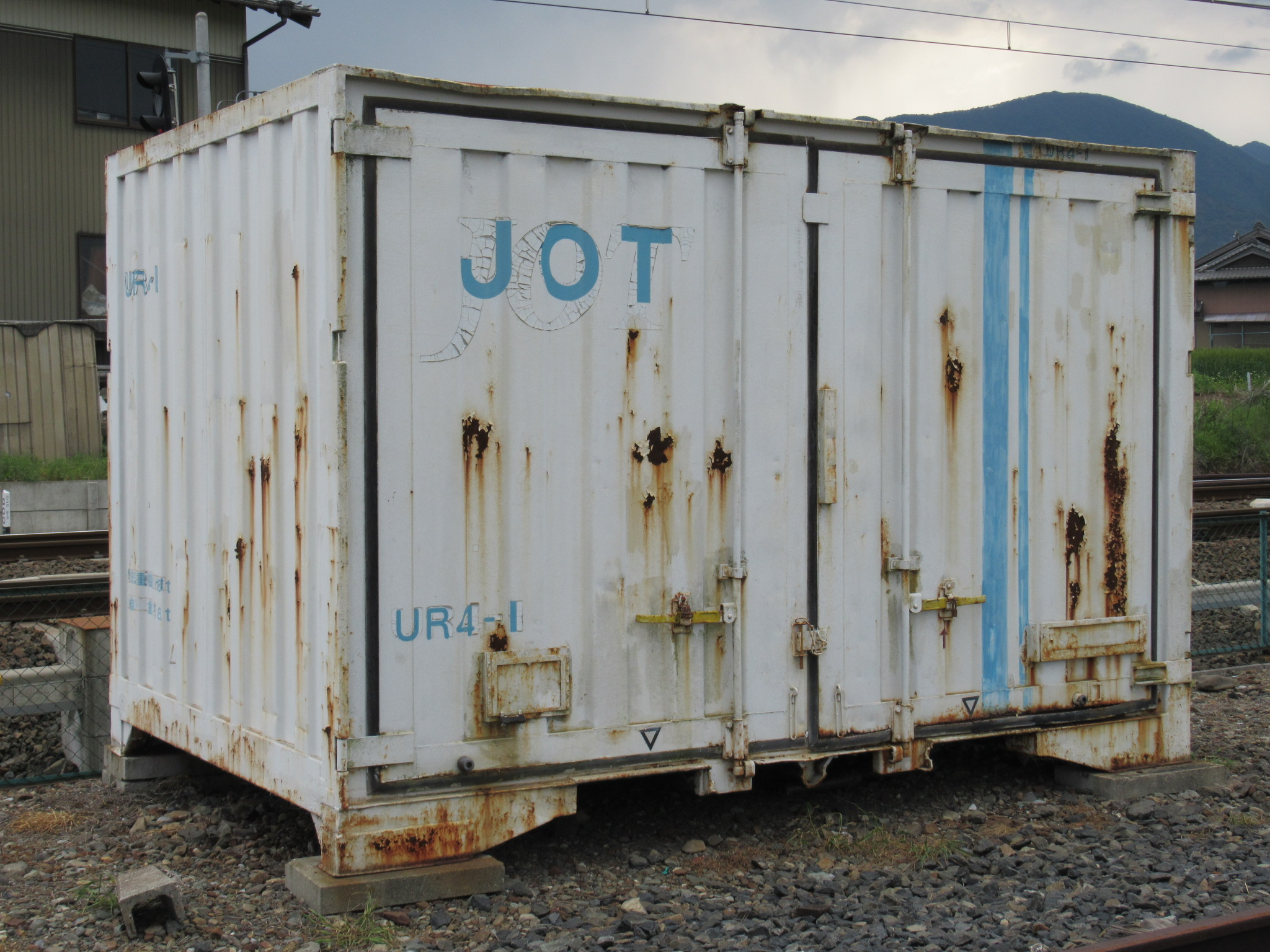
UR4-1コンテナ
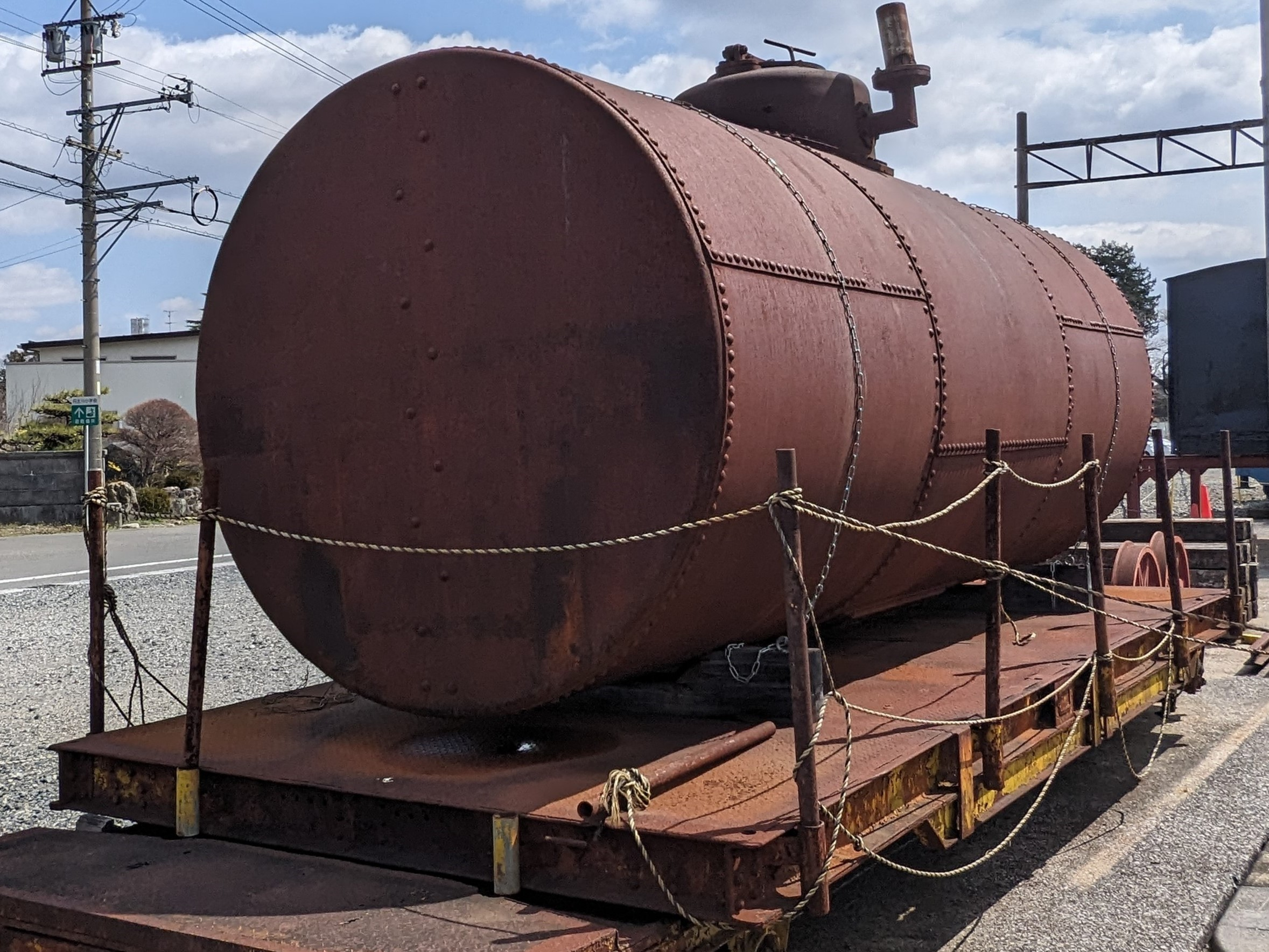
タ600形

### その他
- 国鉄UR4形冷蔵コンテナ (UR4-1) - 1987年製 5トン積
- アント15形移動機 - 動態保存。展示車両の移動にも使用される。